# 斯坦達德 (伊利諾伊州)
斯坦達德（英語：Standard）是位於美國伊利諾伊州普特南縣的一個村落。

## 地理
斯坦達德的座標為41°15′23″N 89°10′44″W / 41.25639°N 89.17889°W，而該地最高點為海拔高度207米（即679英尺）。

## 人口
根據2010年美國人口普查的數據，斯坦達德的面積為1.80平方千米，當中陸地面積為1.80平方千米，而水域面積為0.00平方千米。當地共有人口220人，而人口密度為每平方千米122人。